# Acheilognathus macropterus
Acheilognathus macropterus is een  straalvinnige vissensoort uit de familie van karpers (Cyprinidae). De wetenschappelijke naam van de soort is voor het eerst geldig gepubliceerd in 1871 door Bleeker.
De soort staat op de Rode Lijst van de IUCN als Onzeker, beoordelingsjaar 2010.